# 張敏生
張敏生（1924年—2004年6月25日），曾為醫師；也是蒐集台灣與中國大陸郵票的郵學家，因其藏品豐富，有「寶島郵王」尊稱。

## 家世
張氏出生於台灣彰化縣鹿港鎮望族，早年習醫，畢業於台灣大學醫學系前身的台北醫專。學成後，返鄉行醫，奉獻奉獻鄉里。

## 集郵貢獻
張氏行醫之餘，雅號集郵，郵藏豐富。其中最精彩的是一部「中國一八九七年改值郵票」郵集，內容包括一枚紅印花加蓋小字「當壹圓」郵票。張敏生也積極參與許多集郵社團活動及各式郵展。渠曾擔任彰化集郵會與中華集郵聯合會會長；此外，他個人的集郵生涯中總共獲得十六面金牌。張氏生前著有「中華民國自強郵展回想記」、「坐七望八郵封譚」、「舊台幣首日封附台灣數字郵票」與「中國一八九七年改值郵票」等等郵學研究書籍。